# فالديمار الرابع ملك الدنمارك
فالديمار الرابع ملك الدنمارك (بالدنماركية: Valdemar IV Atterdag ؛ حوالي 1320 - 1375) هو ملك الدنمارك بين عاميّ 1340 و 1375. وحّد بلاده تحت حكمه بعد فترة وجيزة من السيطرة الأجنبية. أدت سياسته الخارجية العدوانية للصراع مع السويد، إمارات شمال ألمانيا، والمراكز التجارية الواقة شمال ألمانيا التابعة للرابطة الهانزية. حكم بعد أن خلف أباه كرستوفر الثاني، كما حكم بعده أولاف الثاني.